# Onyekachi Nwoha
Onyekachi Nwoha est un footballeur nigérian né le 28 février 1983 à Aba. Il joue au poste d'attaquant.

## Carrière
- 2000-2001 : FC Spiders ( Nigeria)
- 2001-2002 : Enyimba ( Nigeria)
- 2002-2003 : Enugu Rangers ( Nigeria)
- 2003-2004 : Étoile sportive du Sahel ( Tunisie)
- 2004-2006 : Al Ain Club ( Émirats arabes unis)
- 2006-2008 : Metalist Kharkiv ( Ukraine)
- Juil2008-Déc 2008 : Zarya Louhansk ( Ukraine)
- 2009-........ : Fujairah Club ( Émirats arabes unis)

## Palmarès
- Coupe de la UAEFA : 2005, 2006
- Coupe des Émirats arabes unis de football : 2006